# Mžižovice
Mžižovice – część gminy Ostředek, w Czechach, w kraju środkowoczeskim, powiecie Benešov. Miejscowość liczy 18 mieszkańców.